# Бєлохвост Кузьма Павлович
Кузьма́ Па́влович Бєлохво́ст (Білохвіст) (1908 , Князе-Григорівка, Князь-Григорівська волость, Дніпровський повіт, Таврійська губернія, Російська імперія  — не раніше березень 1942 ) — український державний діяч, голова Князе-Григорівської сільської ради Миколаївської області. Депутат Верховної Ради УРСР 1-го скликання (1938–1942).

## Біографія
Народився в бідній селянській родині в селі Князе-Григорівка, тепер Великолепетиський район, Херсонська область. З 1914 по 1918 рік навчався в початковій школі, закінчив 4 класи.
З 1918 року працював у власному сільському господарстві в селі Князе-Григорівці. У 1929–1930 роках — конюх колгоспу імені Леніна села Князе-Григорівка на Херсонщині.
У 1930–1932 роках — служба в Червоній армії. Член ВЛКСМ.
У 1932–1935 роках — колгоспник, бригадир, член правління колгоспу імені Леніна села Князе-Григорівка Горностаївського району.
З 1935 року — голова Князе-Григорівської сільської ради, на той час Горностаївський район, Миколаївська область, Українська РСР.
26 червня 1938 року обраний депутатом Верховної Ради УРСР першого скликання по Каховській виборчій окрузі № 137 Миколаївської області.
Під час німецько-радянської війни — політрук роти зв'язку 319 батальйону аеродромного обслуговування, зниклий безвісти в березні 1942 року, виключений зі списків Червоної армії 17 травня 1942 року.

## Нагороди
- орден Трудового Червоного Прапора (7.02.1939)